# De Zegge
De Zegge est une île artificielle néerlandaise située dans le Wolderwijd, en face du port de Zeewolde (Flevoland).
L'île mesure environ 300 mètres de long pour 75 mètres de large. Sur cette île se déroulent certaines  activités de Scoutisme dont plusieurs jamborees scout, notamment le 17e jamboree mondial.
Les quais peuvent accueillir 60 navires.
Sinon l'île n'est pas habitée.